# DolWin beta
53°58′41″ пн. ш. 6°55′25″ сх. д. / 53.978194444444° пн. ш. 6.9235° сх. д.
DolWin beta — офшорна трансформаторна платформа, яка конвертує отриману від вітрових електростанцій продукцію зі змінного у прямий струм для подальшої подачі на суходіл через кабель HVDC (ЛЕП прямого струму високої напруги).
Розташована в німецькому секторі Північного моря на північний захід від острова Боркум (але ближче до узбережжя ніж власне «боркумський кластер» — BorWin alpha та інші), платформа DolWin beta призначена для передачі до 916 МВт потужності. По спорудженню до неї під'єднали ВЕС Годе-Вінд (582 МВт) та ВЕС Нордзе 1 (332 МВт).
На відміну від інших споруджених у середині 2010-х років платформ HVDC, що складаються з окремо встановлюваних опорної основи та надбудови, DolWin beta виконали у вигляді занурюваного судна, взявши за взірець бурові установки. Вона має розміри 74х99 метрів при висоті у 70 метрів та, окрім обладнання, містить житловий модуль для розміщення 24 осіб, майданчик для гелікоптерів та два сервісні крани. Масивну конструкцію з чотирма опорами, яка має загальну вагу біля 23 000 тонн, спорудила компанія Drydocks World (емірат Дубаї). Влітку 2014-го судно для транспортування негабаритних вантажів Mighty Servant 1 доставило її у норвезький порт Гаугесун, де провели роботи з дообладнання. А в серпні 2015-го три буксири повели платформу на її позицію, де раніше каменеукладальне судно Rockpiper підготувало площадки під опори. В районі з глибиною моря 29 метрів DolWin beta опустили на дно шляхом баластування, після чого Rockpiper провело заповнення опор 60 тисячами тонн баластних матеріалів, що повинне забезпечити стійкість в умовах найсильніших штормів.
Для обслуговування подальших налагоджувальних робіт з грудня 2015-го залучили самопідіймальне судно Seajacks Zaratan. Воно споруджувалось для встановлення вітрових турбін, проте власник не зміг забезпечити достатньої кількості замовлень та вимушений був тимчасово використовувати його як житлову платформу.
Наприкінці 2015-го судно Normand Vision під'єднало до DolWin beta дві офшорні трансформаторні підстанції ВЕС Годе-Вінд, проклавши чотири кабелі довжиною по 10,5 км. Трохи більш ніж через півроку Siem Aimery за допомогою двох кабелів довжиною по 6,7 км під'єднало до платформи ВЕС Нордзе 1.
Продукція вітрових електростанцій надходить на DolWin beta під напругою 155 кВ, після чого на платформі здійснюється підвищення цього показника до 320 кВ з подальшим перетворенням у прямий струм. Видача електроенергії відбувається по роках двом кабельним лініям (DolWin2) загальною довжиною по 135 км (в тому числі 45 км офшорної ділянки, на спорудженні якої залучили судно Topaz Installer) до другої конвертерної станції Дерпен-Захід, яка перетворює струм назад у змінний та видає його в мережу під напругою 380 кВ.